# Tove Villför
Tove Maria Josefina Villför, född 19 december 1996, är en svensk professionell dansare och danslärare.

## Biografi
Villför, som är uppvuxen i ett hem fyllt av musik, tog sin allra första danslektion vid tio års ålder, vilket var tiodans med både standard och latin som huvudfokus. Hon har efter detta lärt sig att bemästra konsten i andra danser, såsom balett, argentinsk dans, tango, salsa, swing, lindy, jazz, heels, commercial och modern dans. Hon flyttade sedan vid nitton års ålder till Italien, där hon bland annat har vunnit tre stycken mästerskapsmedaljer i tävlingsdans. Hon har också vunnit en svensk mästerskapstitel som tävlingsdansare, vilket hon gjorde med den senaste danspartnern Joris Yacoub.

## Let's Dance
År 2023 anslöt sig Villför som dansare och danslärare till TV-programmet Let's Dances artonde säsong på TV4, detta efter att hon tidigare hade medverkat i det italienska motsvarighetsprogrammet Ballando con le stelle. Väl under sin debut i programmet, så fick hon uppdraget att agera som danspartner åt programledarprofilen Rickard Sjöberg, som är mest känd för att vara programledare för Postkodmiljonären i samma kanal. De blev sedan utröstade i säsongens kvartsfinal, där de slutade på en fjärdeplats. Under våren 2025 återvände Villför som dansare och danslärare i programmets nittonde säsong, denna gång åt dess före detta programledare David Lindgren.